# Tyler Lydon
Tyler Robert Lydon (ur. 9 kwietnia 1996 w Hudson) – amerykański koszykarz, występujący na pozycji skrzydłowego.
W 2015 wziął udział w meczu gwiazd szkół średnich – Jordan Classic Regional.
17 lipca 2019 został zawodnikiem Sacramento Kings. 21 października opuścił klub.

## Osiągnięcia
Stan na 22 października 2019, na podstawie, o ile nie zaznaczono inaczej.
NCAA
- Uczestnik:
  - NCAA Final Four (2016)
  - II rundy turnieju NIT (2017)
- Zaliczony do składu ACC All-Honorable Mention (2017)
- Przedsezonowy laureat Wooden Award (2016/2017)[6]

Reprezentacja
- Mistrz Ameryki U–18 (2014)